# Céliny Chailley-Richez
Céliny Chailley-Richez (* 15. März 1884 in Lille; † 9. September 1973) war eine französische Pianistin und Musikpädagogin.

## Leben und Wirken
Chailley-Richez studierte ab 1894 Klavier am Konservatorium ihrer Heimatstadt und wechselte im Folgejahr an der Conservatoire de Paris, wo sie Schülerin von Raoul Pugno war. 1898 erhielt sie den Ersten Preis im Fach Klavier. 1908 lernte sie den Geiger Marcel Chailley kennen, den sie im gleichen Jahr heiratete. Gemeinsam traten sie mit dem Orchestre Pasdeloup, dem Orchestre Colonne und dem Orchestre Lamoureux sowie als Kammermusiker auf und gründeten ein eigenes Quartett.
In ihrem Wohnsitz in Seignelay gaben die Chailleys seit 1914 Sommerkurse, an denen zeitweise Schüler aus fast zwanzig Nationen teilnahmen, darunter Ivry Gitlis, Lola Bobesco und Denise Soriano. Um 1925 zog sich Marcel Chailly von der Konzerttätigkeit zurück und wurde Lehrer an der Ecole Normale de Musique, während seine Frau die Zusammenarbeit mit George Enescu, mit dem ihr Mann seit längerem befreundet war, verstärkte. Ab April 1932 spielte sie mit Enescu in privaten Soireen sämtliche Sonaten für Violine und Klavier von Beethoven.
Nach dem Tod ihres Mannes 1936 schloss sich Chailley-Richez noch enger an Enescu an, wobei sie eine Freundschaft mit Maria Cantacuzino verband, die dieser 1937 heiratete. Im September 1939 begann sie mit Enescu eine Konzertreise, die aber wegen einer Erkrankung Enescus abgebrochen werden musste. Enescu ging mit seiner Frau nach Rumänien, während Chailley-Richez nach Paris zurückkehrte und dort ein Jahr am Konservatorium unterrichtete. Sie gab daneben Konzerte und gründete mit Unterstützung von Denyse Favareille, einer wohlhabenden Grundbesitzerin, ein nur aus Frauen bestehendes Quintett, das zwischen 1941 und 1943 neun Konzerte gab.
Als Enescu nach dem Zweiten Weltkrieg nach Paris kam, nahmen beide ihre gemeinsame Konzerttätigkeit nochmals auf, u. a. entstand 1949 eine Aufnahme von Enescus Dritter Sonate "dans le caractère populaire roumain", die mit einem Preis der Académie du disque Charles Cros ausgezeichnet wurde. In den Studios von Decca Records entstand 1953 unter Enescus Leitung eine Aufnahme sämtlicher Werke für Tasteninstrumente und Orchester zuzüglich der beiden Trplikonzerte BWV 1044 und 1057 und des Fünften Brandenburgischen Konzertes von Johann Sebastian Bach. Die Soloparts spielten neben Chailley-Richez Jean-Jacques Painchaud, Françoise Le Gonidec und Yvette Grimaud, außerdem wirkten die Flötisten Jean-Pierre Rampal und Gaston Crunelle und der Geiger Christian Ferras mit.
Anfang der 1960er Jahre unterstützte Chailley-Richez Romeo Draghici bei der Einrichtung des Enescu-Museums in Bukarest, dem sie ihre sämtlichen Enescu betreffenden Aufzeichnungen überließ. 1971 wurde sie Mitglied der Stiftung Les Amis d'Enesco in Paris. In ihrer Familie gab es mehrere weitere Musiker: ihr Onkel mütterlicherseits war der Dirigent Félix Galle, dessen Tochter Yvonne Gall als Opernsängerin bekannt wurde. Ihr eigener Sohn Jacques Chailley war Musikwissenschaftler und Komponist, ihre Tochter Marie-Thérèse Chailley-Guiard Sängerin und Musikpädagogin.